# 친일파 708인 명단 - 친일단체
친일파 708인 명단 - 친일단체는 2002년 민족정기를 세우는 국회의원모임에서 발표한 친일파 708인 명단 가운데 친일단체 관련자 21명의 명단이다. 유형이 중복되는 경우에는 이름 옆에 해당 유형을 부기했다.

## 〈친일단체〉목록
- 김명준 (金明濬) : 일진회 - 일진회, 일본 귀족원 의원 및 제국의회 의원, 중추원
- 김한규 (金漢奎) : 대정친목회 - 중추원
- 민영기 (閔泳綺) : 대정친목회 - 정미칠적, 조선귀족
- 민영휘 (閔泳徽) : 대정친목회 - 조선귀족
- 박제빈 (朴齊斌) : 대정친목회 - 조선귀족, 중추원
- 박춘금 (朴春琴) : 노동상애회 - 일본 귀족원 의원 및 제국의회 의원
- 선우갑 (鮮于甲) : 대동동지회 - 밀정
- 선우순 (鮮于(金+筍)) : 대동동지회 - 중추원, 밀정
- 송병준 (宋秉畯) : 일진회 - 정미칠적, 일진회, 조선귀족, 중추원
- 신석린 (申錫麟) : 동민회 - 중추원, 도지사, 도 참여관
- 염중모 (廉仲模) : 일진회 - 일진회, 중추원
- 윤갑병 (尹甲炳) : 일진회 - 일진회, 도 참여관
- 윤시병 (尹始炳) : 일진회 - 일진회
- 윤치호 (尹致昊) : 대정친목회 - 일본 귀족원 의원 및 제국의회 의원, 중추원, 기타
- 이동우 (李東雨) : 국민협회 - 중추원
- 이병렬 (李炳烈) : 국민협회 - 중추원
- 이완용 (李完用) : 대정친목회 - 을사오적, 정미칠적, 경술국적, 조선귀족, 중추원
- 이용구 (李容九) : 일진회 - 일진회
- 이윤용 (李允用) : 대정친목회 - 조선귀족
- 조중응 (趙重應) : 대정친목회 - 정미칠적, 경술국적, 조선귀족, 중추원
- 한상룡 (韓相龍) : 대정친목회 - 일본 귀족원 의원 및 제국의회 의원, 중추원, 기타

## 같이 보기
- 민족문제연구소의 친일인명사전 수록예정자 명단 - 친일단체
- 대한민국 정부 발표 친일반민족행위자 명단 - 경제·사회